# Angostura
Angostura, biljni rod iz porodice rutovki smješten u podtribus Galipeinae, dio tribusa Pteleeae. Sastoji se od 11 vrsta drveća iz tropske Amerike
Rod je opisan u Systema Vegetabilium 4: 188. 1819. (Mar-Jun 1819)

## Vrste
1. Angostura alipes Kallunki
2. Angostura bracteata (Nees & Mart.) Kallunki
3. Angostura granulosa (Kallunki) Kallunki
4. Angostura kunorum McPherson
5. Angostura longiflora (K.Krause) Kallunki
6. Angostura martiana (A.St.-Hil.) Albuq.
7. Angostura ossana (DC.) Beurton
8. Angostura quinquefolia Kallunki
9. Angostura simplex Kallunki
10. Angostura tapajozensis (Ducke) Albuq.
11. Angostura trifoliata (Willd.) T.S.Elias

Nekadašnji član Angostura magdalenensis (Cuatrec.) Albuq., sinonim je za Conchocarpus toxicarius (Spruce ex Engl.) Kallunki & Pirani

## Sinonimi
- Cusparia Humb.; Tabl. Geog. ex R. Br. in Flind. Voy. 2: App. III. 545 (1814)